# تاريخ التبت (1950-الآن)

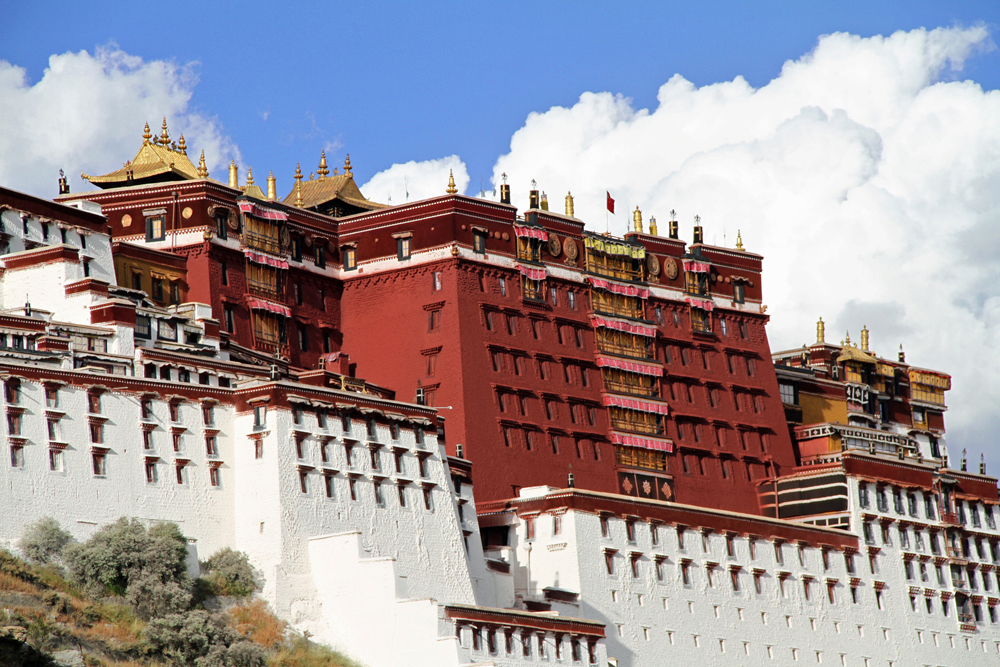

بدأ تاريخ التبت من عام 1950 حتى الوقت الحالي بغزو الصين للتبت في عام 1950. وقبل ذلك، أعلنت التبت استقلالها عن الصين عام 1913. في عام 1951، وقع التبتيون اتفاقية من سبع عشرة نقطة تؤكد سيادة الصين على التبت وتوفر حكمًا ذاتيًا بقيادة الدالاي لاما. في عام 1959، فر الدالاي لاما الرابع عشر من التبت إلى شمال الهند متخفيًا حيث أسس الإدارة التبتية المركزية. أنشئت منطقة التبت ذاتية الحكم داخل الصين رسميًا عام 1965.

## 1950-1955: الأنظمة التقليدية
في عام 1949، بعد أن تبين لهم أن الشيوعيين يسيطرون على الصين، طرد الكاشاغ جميع الصينيين المرتبطين بالحكومة الصينية، بسبب احتجاجات كل من الكومينتانغ والشيوعيين. حافظت كل من جمهورية الصين وجمهورية الصين الشعبية على مطلب الصين بالسيادة على التبت. شعر الكثير من الناس أن التبت لا ينبغي أن تكون جزءًا من الصين لأنهم كانوا يتعرّضون باستمرار للهجوم بطرق مختلفة. كانت التبت بحكم الواقع بلدًا مستقلًا قبل عام 1951.
لم تضيع الحكومة الشيوعية الصينية بقيادة ماو تسي تونغ، الذي وصل إلى السلطة في أكتوبر، سوى القليل من الوقت في تأكيد وجود جديد لجمهورية الصين الشعبية في التبت. نفذت جمهورية الصين الشعبية مشاريع مختلفة في التبت ولكن بدا أن أهل التبت شعروا بالتجاهل السياسي والاقتصادي في منطقة التبت المتمتعة بالحكم الذاتي وفي أجزاء الأراضي التبتية في تشينغهاي وسيتشوان ويوننان. في يونيو 1950، صرحت حكومة المملكة المتحدة في مجلس العموم أن حكومة جلالة الملكة كانت دائمًا على استعداد للاعتراف بالسيادة الصينية على التبت، ولكن فقط على أساس أن التبت تعتبر ذات حكم ذاتي. في 7 أكتوبر 1950، غزا جيش التحرير الشعبي منطقة تشامدو التبتية. حاصر العدد الكبير من وحدات جيش التحرير الشعبي بسرعة القوات التبتية التي فاق عددها، والمسالمة إلى حد كبير. بحلول 19 أكتوبر 1950، استسلم خمسة آلاف من القوات التبتية لجمهورية الصين الشعبية.
في عام 1951، شارك ممثلو السلطة التبتية، بتفويض من الدالاي لاما، في المفاوضات مع حكومة جمهورية الصين الشعبية في بكين. نتج عن ذلك اتفاقية ذات سبع عشرة نقطة أسست سيادة جمهورية الصين الشعبية على التبت، وأعطت بالتالي جمهورية الصين الشعبية سلطة الحكم. صُدِّق على الاتفاقية في لاسا بعد بضعة أشهر. وفقًا للحكومة التبتية في المنفى، فإن بعض أعضاء مجلس الوزراء التبتي (كاشاغ)، على سبيل المثال، رئيس وزراء التبت لوخانجوا، لم يقبلوا الاتفاقية مطلقًا. لكن الجمعية الوطنية في التبت، مع الاعتراف بالظروف المخففة التي بموجبها يتعين على المندوبين التوقيع على الاتفاق، طلبت من الحكومة قبول الاتفاقية... أخبر الكاشاغ تشانغ جينغوو أنه عليه إرسال قبوله بالاتفاقية. تعتبر المصادر التبتية في المنفى عمومًا أن الاتفاق باطل، لأنه وُقع على مضض أو بالإكراه. في الطريق الذي قاده إلى المنفى في الهند، وصل الدالاي لاما الرابع عشر في 26 مارس 1959 إلى لهونتسي دزونغ حيث تبرأ من اتفاقية النقاط السبع عشر باعتبارها تهدد بالسلاح حكومة وشعب التبت وأعاد التأكيد على حكومته باعتبارها الممثل الشرعي الوحيد للتبت. وفقًا لاتفاقية النقاط السبع عشرة، كان من المفترض أن تكون منطقة التبت التي يحكمها الدالاي لاما منطقة تتمتع بدرجة عالية من الحكم الذاتي في الصين. منذ البداية، كان من الواضح أن دمج التبت في جمهورية الصين الشعبية الشيوعية سيجلب نظامين اجتماعيين متعارضين وجهًا لوجه. لكن في التبت الغربية، اختار الشيوعيون الصينيون عدم جعل الإصلاح الاجتماعي أولويةً فورية. على العكس من ذلك، من عام 1951 إلى عام 1959، استمر المجتمع التبتي التقليدي مع أسياده وعقاراته في العمل دون تغيير وكان مدعومًا من الحكومة المركزية. رغم وجود عشرين ألف جندي من جيش التحرير الشعبي في التبت الوسطى، سُمح لحكومة الدالاي لاما بالحفاظ على رموز مهمة من فترة استقلالها الفعلي. أجري أول إحصاء وطني للسكان في جميع أنحاء جمهورية الصين الشعبية في عام 1954، وشمل 2,770,000 من الإثنية التبتية في الصين، بما في ذلك 1,270,000 في منطقة التبت ذاتية الحكم. بنى الصينيون طرقًا سريعة وصلت إلى لاسا، ثم مددوها إلى الحدود الهندية والنيبالية والباكستانية.
المناطق التبتية في تشينغهاي، والتي كانت خارج سلطة حكومة الدالاي لاما، لم تتمتع بنفس الحكم الذاتي ونُفذ فيها إعادة توزيع الأراضي بالكامل. انتزعت معظم الأراضي من النبلاء والأديرة وأعيد توزيعها على الأقنان. دُمج منطقة شرق خام التبتية، التي كانت تُعرف سابقًا بمقاطعة شيكانغ، في مقاطعة سيتشوان. وُضعت خام الغربية تحت حكم لجنة شامدو العسكرية. في هذه المناطق، نُفذ الإصلاح الزراعي. وشمل ذلك محرضين شيوعيين يخضعون ملاك الأراضي، أحيانًا يُختارون بشكل تعسفي، للإذلال العلني فيما يسمى بجلسات النضال والتعذيب والتشويه وحتى الموت فقط بعد عام 1959 جلبت الصين نفس الممارسات إلى التبت الوسطى.

## 1956-1958: المحاكمات والإصلاح التدريجي
بحلول عام 1956، كانت هناك اضطرابات في شرق خام وأمدو، حيث نُفذ الإصلاح الزراعي بالكامل. اندلع التمرد وانتشر في نهاية المطاف في غرب خام وأواتسانغ. في بعض أجزاء البلاد، حاول الشيوعيون الصينيون إنشاء مجتمعات ريفية، كما حدث في الصين بأكملها.[بحاجة لمصدر]
قاد النبلاء والأديرة ثورة ضد الاحتلال الصيني واندلعت احتجاجات في أمدو وخام الشرقية في يونيو 1956. انتشر التمرد، بدعم من وكالة المخابرات المركزية الأمريكية، في النهاية إلى لاسا.
بدأت حركة المقاومة التبتية بمقاومة معزولة لحكم جمهورية الصين الشعبية في عام 1956. في البداية كان هناك نجاح كبير وبدعم من وكالة المخابرات المركزية ومساعدة الكثير من جنوب التبت سقطت في أيدي مقاتلي حرب العصابات التبتيين. خلال هذه الحملة، قُتل عشرات الآلاف من التبتيين.
بالنسبة للكثيرين، لم تُترك معتقداتهم الدينية دون أن يمسها التأثير الشيوعي. أولئك الذين يمارسون البوذية، وكذلك الدالاي لاما، لم يكونوا في مأمن من الأذى في هذا الوقت. وصل الأمر إلى النقطة التي تسببت فيها الحكومة الصينية في قمع الدين وفي النهاية شعرت بالتهديد من قبل الدالاي لاما. ما اعتقدت الحكومة الصينية فعله هو خطفه وإيذائه. انتهى الأمر بأن أصبحت الهند الدولة التي وفرت الأرض الأكثر أمانًا للتبتيين والدالاي لاما الذين أرادوا ممارسة البوذية في سلام وأن يكونوا آمنين في نفس الوقت.
في عام 1959، أدت الإصلاحات الزراعية الاشتراكية في الصين والحملة العسكرية على المتمردين في خام وأمدو إلى انتفاضة التبت عام 1959. في عملية بدأت في أعقاب الانتفاضة الوطنية في 10 مارس 1959 في لاسا، قُتل ما بين 10 آلاف إلى 15 ألف تبتي في غضون ثلاثة أيام. انتشرت المقاومة في جميع أنحاء التبت. خوفًا من القبض على الدالاي لاما، أحاط التبتيون العزل بمقر إقامته، وعند هذه النقطة هرب الدالاي لاما بمساعدة وكالة المخابرات المركزية إلى الهند، لأن أهل التبت أرادوا اتخاذ موقف وحماية الرجل الذي يعتزون به جميعًا، من الحكومة الشيوعية. انتهى الأمر بأن أصبحت الهند الدولة التي وفرت الأرض الأكثر أمانًا للتبتيين وللدالي لاما الذين أرادوا ممارسة البوذية بسلام وأن يكونوا آمنين في نفس الوقت. في 28 مارس، عين الصينيون البانتشن لاما (الذي كان في الواقع أسيرهم) كرئيس صوري في لاسا، مدعيًا أنه ترأس الحكومة الشرعية للتبت في غياب الدالاي لاما، الحاكم التقليدي للتبت. في عام 2009، بدأ يوم تحرير الأقنان كعطلة يوم 28 مارس في منطقة التبت المتمتعة بالحكم الذاتي. تدعي السلطات الصينية أنه في مثل هذا اليوم من عام 1959، حُرر مليون تبتي (90% من السكان) من العبودية.
بعد ذلك، عملت قوات المقاومة من نيبال. استمرت العمليات من مملكة موستانغ شبه المستقلة بقوة 2000 متمرد. تدرب العديد منهم في كامب هيل بالقرب من ليدفيل، كولورادو بالولايات المتحدة واستمرت حرب العصابات في أجزاء أخرى من البلاد لعدة سنوات.
في عام 1969، عشية مبادرات كيسنجر للصين، سُحب الدعم الأمريكي وفككت الحكومة النيبالية العملية.[بحاجة لمصدر]